# Arrimage
L'arrimage est un terme de marine relatif au chargement du navire de telle sorte que la marchandise fasse corps et ne bouge pas avec les mouvements de roulis et de tangage, sans utilisation de cordages ou filets (saisissage) ou de construction en bois (accorage). Exemple : des sacs chargés d'un bord à l'autre de la cale.
L’emploi du terme arrimage est incorrect dans le sens d’amarrage dans le cas de navires à quai, ou d’attelage.
En astronautique, l’arrimage est la fixation d’une charge utile à l’intérieur ou à l’extérieur d’un véhicule spatial.
Ce terme est improprement utilisé pour amarrage dans le cas de véhicules spatiaux.
En macroéconomie, l’arrimage d'une monnaie à une autre signifie que la banque centrale d'un État dévalue sa monnaie pour obtenir une parité de pouvoir d'achat par rapport à une autre.
Le terme correspondant en anglais est stowage.